# Strašnik (ort i Kroatien)
Strašnik är en ort i Kroatien.   Den ligger i länet Moslavina, i den centrala delen av landet, 50 km söder om huvudstaden Zagreb. Strašnik ligger 199 meter över havet och antalet invånare är 193.
Terrängen runt Strašnik är huvudsakligen platt, men österut är den kuperad. Runt Strašnik är det glesbefolkat, med 19 invånare per kvadratkilometer. Närmaste större samhälle är Petrinja, 7,1 km nordost om Strašnik. Omgivningarna runt Strašnik är en mosaik av jordbruksmark och naturlig växtlighet.